# Barripper
Barripper – wieś w Anglii, w Kornwalii. Leży 18 km na północny wschód od miasta Penzance i 393 km na zachód od Londynu.